# Hydrelia aggerata
Hydrelia aggerata är en fjärilsart som beskrevs av Louis Beethoven Prout. Hydrelia aggerata ingår i släktet Hydrelia och familjen mätare. Inga underarter finns listade i Catalogue of Life.